# Čabradský Vrbovok
Čabradský Vrbovok (slowakisch im 19. Jahrhundert „Hradecký Vrbovok“; ungarisch Csábrágvarbók) ist eine Gemeinde in der Mitte der Slowakei, mit 230 Einwohnern (Stand 31. Dezember 2024) und liegt im Okres Krupina, einem Kreis des Banskobystrický kraj.

## Geographie
Die Gemeinde liegt in der Hochebene Krupinská planina am Flüsschen Vrbovok, 14 Kilometer südlich von Krupina gelegen.

## Geschichte
Der Ort wurde zum ersten Mal 1135 als Werbouch schriftlich erwähnt. Die Burg könnte, wie auch die nahegelegene Burg Pustý hrad, durch die Herren von Hontpázmány als königlich ungarische Vasallen errichtet worden sein. 1267 wird sie als Burg Haradnok erstmals erwähnt, später auch als Burg Litva. Im 14. Jahrhundert wurde sie durch die Könige verpfändet, im 15. Jahrhundert kam sie an verschiedene Adelsfamilien. 1552 wurde Nikolaus II. Pálffy hier geboren. Ab 1622 war die Burg im Besitz der Familie Koháry, die sich im 18. Jahrhundert ein neues Schloss in Svätý Anton erbaute. 1812 ließ Franz Josef Kohary die Burg in Brand stecken, möglicherweise um der Dachsteuer zu entgehen. In der Ruine wurden eine Reihe von Ofenkacheln aus der Zeit um 1600 gefunden.

## Bevölkerung
| Jahr                | 1994 | 2004    | 2014    | 2024    |
| ------------------- | ---- | ------- | ------- | ------- |
| Anzahl der Personen | 289  | 273     | 254     | 230     |
| Unterschied         |      | −5,53 % | −6,95 % | −9,44 % |

| Jahr                | 2023 | 2024    |
| ------------------- | ---- | ------- |
| Anzahl der Personen | 239  | 230     |
| Unterschied         |      | −3,76 % |

Ergebnisse nach der Volkszählung 2001 (280 Einwohner):
| Nach Ethnie: - 99,64 % Slowaken | Nach Religion: - 67,86 % römisch-katholisch - 26,79 % evangelisch |

## Bauwerke
- Ruinen der Burg Čabraď (Tschabrack[4] oder Csábrág)
- klassizistische evangelische Kirche von 1773

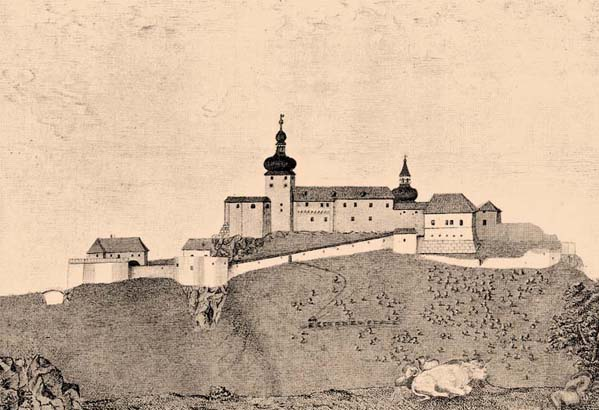
Burg Čabrad
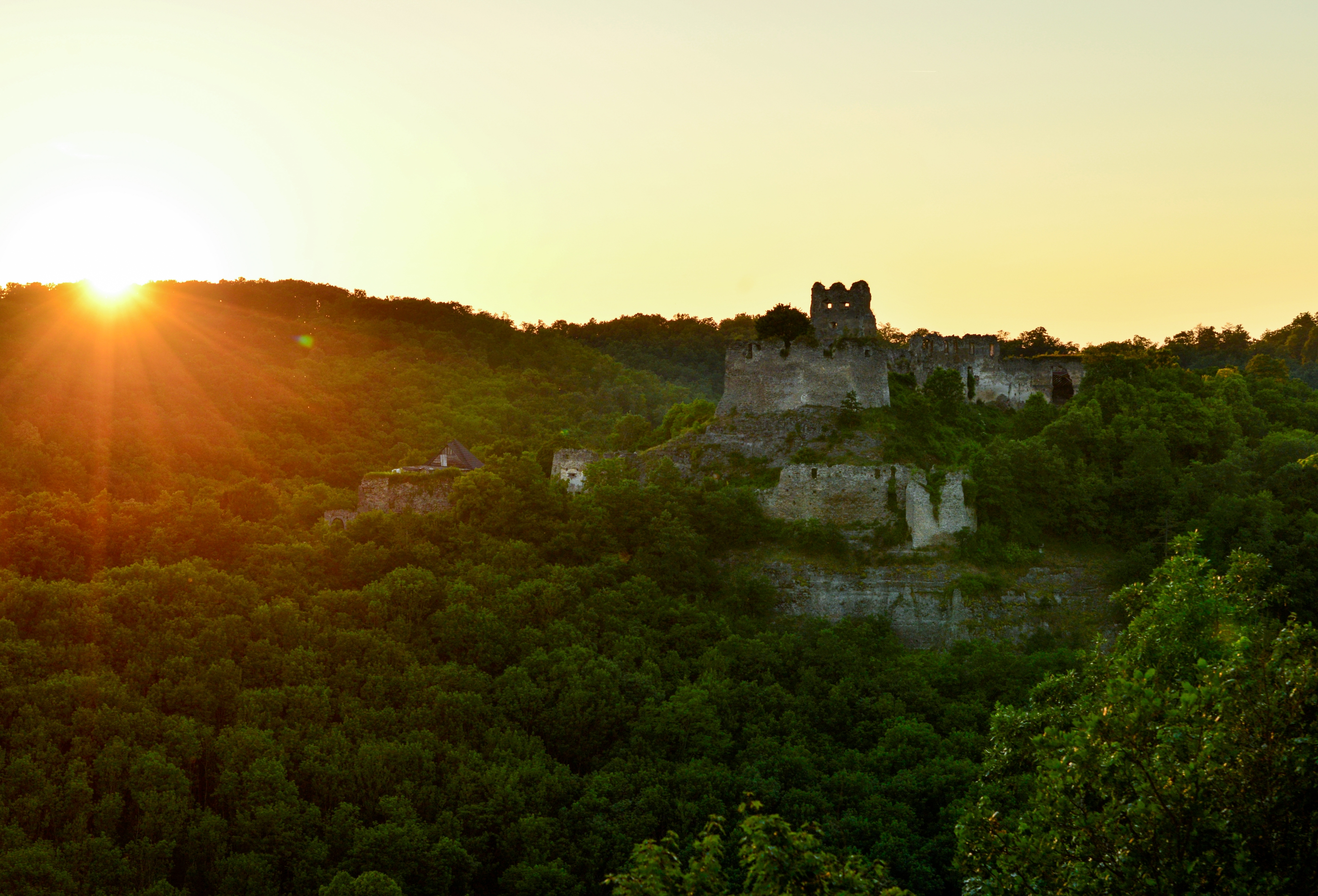
Ruine der Burg